# Gärtnerische Lehr- und Versuchsanstalt zu Friesdorf

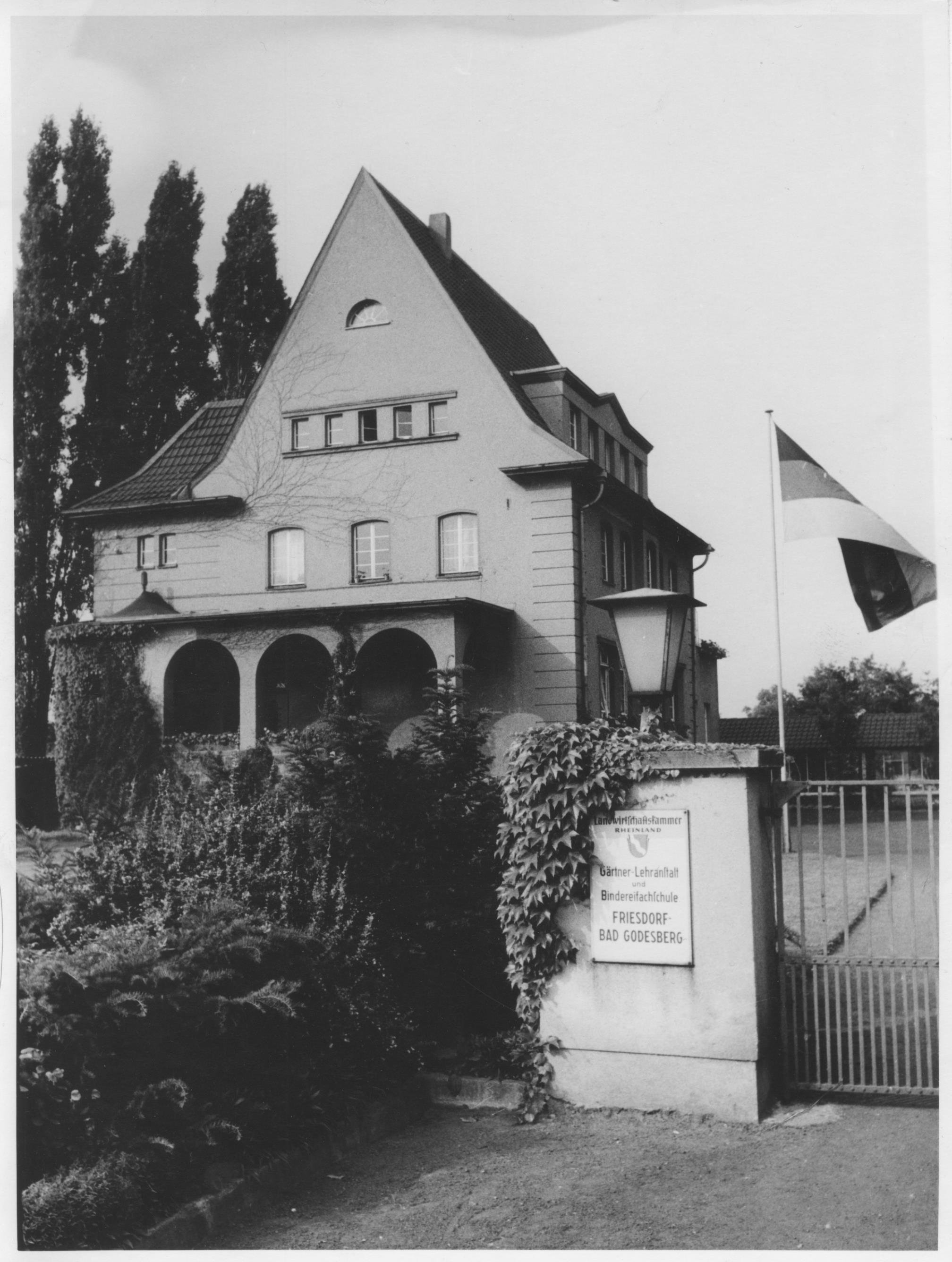
Die Gärtnerische Lehr- und Versuchsanstalt zu Friesdorf mit dem Schulgebäude in den 1960er Jahren.

Die Gärtnerische Lehr- und Versuchsanstalt zu Friesdorf war eine Lehr- und Forschungsinstitution der Landwirtschaftskammer Rheinland für den Bereich des Gartenbaus. 1917 in Bonn zunächst nur als Versuchsanstalt gegründet, wurde sie 1920 nach Friesdorf, einem Ortsteil von Bad Godesberg, verlegt und mit einer Winterschule ausgestattet. Diese wurde 1931 zu einer Ganzjahresschule ausgebaut und 1934 mit der Versuchsanstalt zur „Lehr- und Versuchsanstalt“ vereinigt, die bis 1965 unter der Leitung von Hans Karl Möhring (1899–1970) stand. Bis weit in die Nachkriegszeit war die Einrichtung „maßgebend für die Entwicklung des gärtnerischen Fachschulwesens“ in Deutschland. 1986 wurde die Anstalt wegen der zunehmenden Raumknappheit im Bundesviertel nach Auweiler westlich von Köln verlegt. Dort bestand sie bis 2004 weiter. Reste des ehemaligen Schulgartens der Anstalt sind noch heute im Ortsteil Hochkreuz als Friesdorfer Park begehbar.

## Anfänge der Anstalt in Bonn (1917–1920)

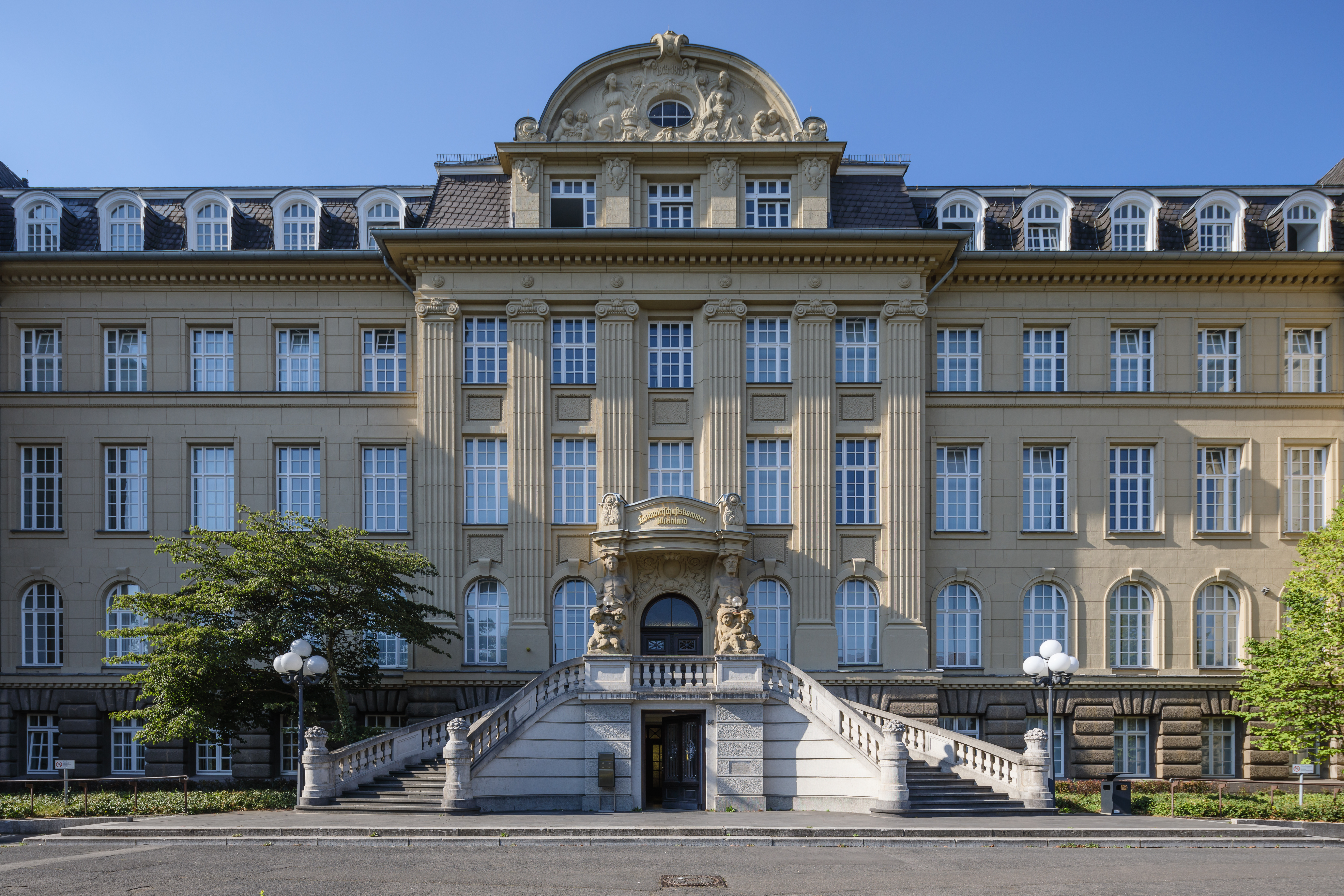
Gebäude der Rheinischen Landwirtschaftskammer in Bonn-Endenich, die während des Ersten Weltkriegs die Gründung der Gärtnerischen Versuchsanstalt betrieb.

Die Gründung der Versuchsanstalt, die später nach Friesdorf verlegt wurde, fiel in das Jahr 1917. Hintergrund war das Ziel der preußischen Landwirtschaftskammern, „den Vorsprung des westlichen Auslands im Gartenbau“ einzuholen. Sie entwickelten deshalb 1913 Pläne, zusätzlich zu den Landwirtschaftsschulen gärtnerische Versuchsanstalten einzurichten. Der Gedanke, für die Rheinprovinz eine eigene Versuchsanstalt und Gärtnerschule zu schaffen, ging von dem Offizier und Kammerherrn Arnold Freiherr von Solemacher-Antweiler (1859–1942) aus. Er arbeitete seine diesbezüglichen Vorschläge in Form einer Denkschrift aus, die er dem damaligen Generalsekretär der Landwirtschaftskammer Rheinland überreichte.
Zur Verwirklichung dieser Vorschläge gründete die Hauptversammlung der Landwirtschaftskammer Rheinland am 28. Januar 1913 auf Anregung des Preußischen Ministers für Landwirtschaft, Domänen und Forsten einen Ausschuss „Gärtnerei“. Dieser stellte am 5. Januar 1915 einen Antrag zur Errichtung einer Gärtnerischen Versuchsanstalt innerhalb der Rheinprovinz, der am 28. Oktober 1916 die Zustimmung des Vorstands der Landwirtschaftskammer erhielt. Am 20. Januar 1917 bewilligten Provinzialausschuss und Landwirtschaftsminister je 5000 Reichsmark Zuschuss für die Errichtung der Anstalt.
Die Finanzierung der Anstalt erfolgte allerdings nicht allein durch den preußischen Staat, sondern auch durch einen Förderverein, die „Rheinische Gärtnervereinigung“, die zur gleichen Zeit speziell zu diesem Zweck gegründet wurde. Sie hatte die andere Hälfte des jährlich auf 10.000 Mark geschätzten Zuschussbedarfs zu beschaffen. Im April 1917 setzte der Vorstand der Landwirtschaftskammer ein Kuratorium ein, dass die Aufsicht über die Arbeit der Anstalt führte. Zu den Untersuchungsgebieten, die der Anstalt zugewiesen wurden, gehörten Düngung, Anwendung der Gesetze der Vererbungslehre auf Pflanzenneuzüchtungen, Überwachung und Prüfung von Neuzüchtungen und Pflanzenschutzmitteln sowie von neuen Geräten für den Gartenbau wie Maschinen, Gewächshäusern und neuen Kulturmethoden. Die Versuchsergebnisse sollten vor allem durch Publikationen, Erteilung von Ratschlägen und Vortragstätigkeit schnell an die Interessenten gelangen.
Erster Direktor der Anstalt wurde am 1. März 1917 Gartenbaudirektor Max Hermann Löbner (1869–1947), der bereits an seinem früheren Wirkungskreis am Königlich Botanischen Garten in Dresden und an der von Friedrich Nobbe begründeten pflanzenphysiologischen Versuchsstation in Tharandt Erfahrungen mit Pflanzenversuchen gesammelt hatte. Er legte die Anfänge der Anstalt auf einem 2,5 ha großen Grundstück, das sich neben und hinter dem Kammergebäude in der Endenicher Allee 60 in Endenich befand. Hier wurde ein 100 m langer und 20 m breiter Streifen mit Dahlien, Tomaten, Baumschulgewächsen und verschiedenen Züchtungen bepflanzt. Durch Spenden der Krupp-Gussstahlfabrik in Essen, der Rheinischen Gärtnervereinigung und verschiedener Gartenbaubetriebe konnte die Anstalt ausgebaut werden.

## Die Anstalt in Friesdorf (1920–1986)

### Erste Jahre unter der Leitung von Max Löbner (1920–1933)
Im Jahre 1920 zog die Versuchsanstalt auf ein Grundstück mit einer alten Gewächshausanlage in Friesdorf unmittelbar an der Landstraße zwischen Bonn und Bad Godesberg, der späteren Bundesstraße 9, um. Die Anstalt lag dort direkt an der Haltestelle der Bonn-Mehlemer Straßenbahn. Dort stand auch ein Unterrichtsraum mit 20 Sitzplätzen zur Verfügung, so dass am 15. November 1920 die Gärtnerschule der Landwirtschaftskammer für die Rheinprovinz eröffnet werden konnte. Die Schule war nach niederländischem Modell als Winterschule organisiert: drei bis vier Monate pro Jahr fand Unterricht statt, die übrigen Monate nahmen die Schüler an den Kulturarbeiten der Versuchsanstalt teil. Die Schule begann mit 17 Schülern, doch ging aufgrund der Geldentwertung und der durch die Alliierte Rheinlandbesetzung verursachten Verkehrsschwierigkeiten ihre Anzahl in den Jahren bis 1923 stark zurück. In den Jahren danach nahm die Anzahl der Schüler wieder zu, so dass sie im Jahre 1929/30 bei 32 lag.
Im Oktober 1927 wurde ein Ausbau des Drei- bzw. Vier-Monatskurses in eine Vollgartenschule mit einjährigem Lehrgang vorgeschlagen. Das achtköpfige Schulkuratorium stimmte diesem Vorschlag sofort zu. In den folgenden Jahren wurden langwierige Verhandlungen über Gewährung von Staats- und Provinzialmitteln, Anlage des Schulgartens und Wahl des Direktors geführt. Der Plan für den neuen 10 Morgen großen Schulgarten für Gehölzkunde und Landschaftsgestaltung wurde von Gartenarchitekt Reinhold Hoemann in Düsseldorf-Grafenberg entworfen. 1930/31 wurde auf dem Gelände der Anstalt ein Schulgebäude mit der Wohnung des Direktors errichtet. Als Architekt wirkte Otto Scheidgen, der später Max Löbners Tochter Martha heiratete.
Aus der Winterschule im Halbtagsbetrieb wurde im Oktober 1930 die Gärtnerische Lehranstalt mit Vollzeitbetrieb, die feierliche Eröffnung in Anwesenheit von Vertretern der Landwirtschaftskammer, der Provinzialverwaltung, der Regierung und verschiedener Gärtnerei-Verbände fand allerdings erst im April 1931 statt, nachdem am 2. März der Gewerbeoberlehrer und Dipl.-Gartenbauinspektor Hans Karl Möhring (1899–1970) zum Direktor der Lehranstalt gewählt worden war. Möhring hatte an der Forschungsanstalt für Garten- und Weinbau in Geisenheim und am Berufspädagogischen Institut der Universität Köln studiert und von 1925 bis 1931 die Gärtnerische Berufs- und Fachschule in Essen geleitet. Bis 1931 konnten in Friesdorf mehr als 200 Schüler zu Gärtnermeistern ausgebildet werden. Bei Ablegung ihrer Prüfung waren sie im Durchschnitt 23 bis 25 Jahre alt.

### Unter der Leitung von Hans Karl Möhring (1933–1965)

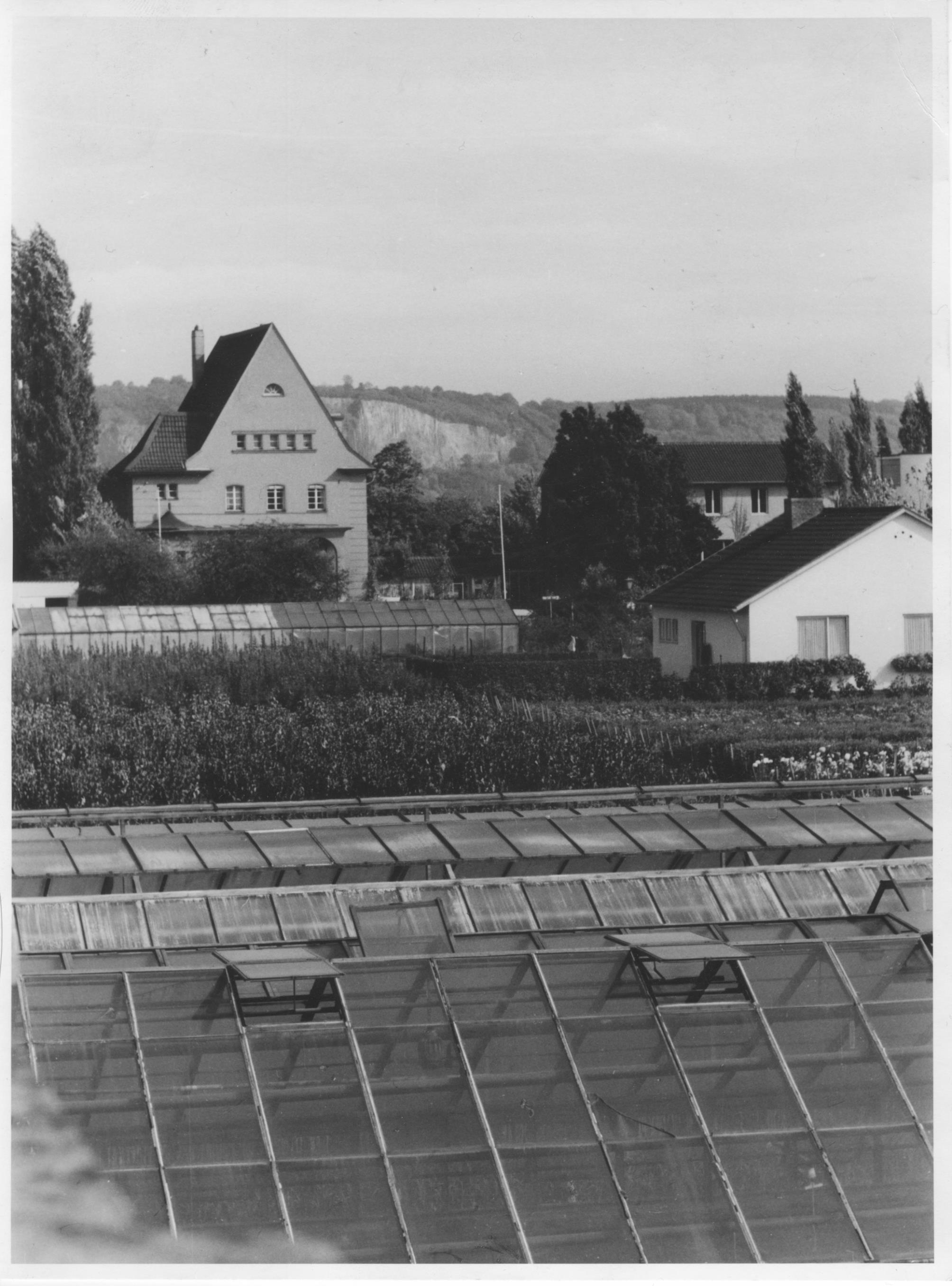
Die Gärtnerische Lehr- und Versuchsanstalt mit den Steinbrüchen des Kuckstein im Hintergrund

Nachdem Max Löbner am 1. Juli 1933 in den Ruhestand getreten war, übernahm Möhring auch die Leitung der Versuchsanstalt. Er verschrieb sich vor allem dem Ziel, gärtnerische Betriebsleiter heranzubilden. Sie sollten die Anbautechnik beherrschen, eine gute Marktkenntnis und betriebswirtschaftliche Bildung besitzen, mit der steuerlichen Gesetzgebung vertraut sein und auch kaufmännische und ausreichende naturwissenschaftliche Kenntnisse haben. Die Gärtnerlehranstalt sollte allen Sparten des Gartenbaus gerecht werden. Neben dem Blumen- und Zierpflanzenanbau, der schon von Löbner entwickelt worden war, bemühte sich Möhring in den folgenden Jahren darum, auch die übrigen Sparten auszubauen.
1936 wurde der Gärtnerischen Versuchsanstalt der Beratungsring rheinischer Baumschulen angegliedert. Die Schüler besuchten die Gärtnerlehranstalt üblicherweise zwei Semester, und zwar ein Sommer- und ein Wintersemester. Die durchschnittliche Anzahl lag zwischen 1931 und 1939 bei 24 pro Semester. Sie kamen aus allen Teilen Deutschlands, zum Teil sogar aus dem Ausland. Die meisten von ihnen wohnten während ihrer Ausbildung zur Untermiete in Friesdorf. Die Schüler waren eng mit der Lehranstalt verbunden. Am Semesterende gab es Bierzeitungen, zu den Geburtstagen des Direktors Fackelzüge und zur Friesdorfer Kirmes Paias-Verbrennungen.
Zu Anfang des Zweiten Weltkriegs wurden Möhring und einer seiner engsten Mitarbeiter eingezogen, wodurch die Arbeit in Friesdorf zeitweise zum Stillstand kam. Nach Ende des Frankreichfeldzugs konnte Möhring jedoch nach Friesdorf zurückkehren und den Betrieb der Anstalt wieder aufnehmen. In den folgenden Jahren strömten viele „Kriegsversehrten-Gärtner“ nach Friesdorf und solche, die von der Front abkommandiert waren mit dem Befehl, die Gartenmeisterprüfung zu bestehen. Dadurch stieg die Anzahl der Schüler weiter an. In der Zeit zwischen 1939 und 1945 lag sie durchschnittlich bei 60 pro Jahr. 1943 wurde die Anlage um ein 30 Morgen großes Gelände für Obstversuche an der Mittelstraße erweitert. Während des Krieges wurden auf dem Gelände der Anstalt aber auch Flakbatterien in Stellung gebracht. Sie waren zeitweise bis 350 Mann stark und häufig Ziel von Fliegerangriffen. Als am 8. März 1945 die deutschen Truppen in Bad Godesberg vor den amerikanischen Truppen kapitulierten, lehnte es der Kommandant der Flakbatterie in Friesdorf ab, sich der Kapitulation anzuschließen. Die Mannschaften ignorierten jedoch den Durchhaltebefehl des Kommandanten, sprengten ihre Geschütze und ersparten damit dem Ort weitere Kampfhandlungen.

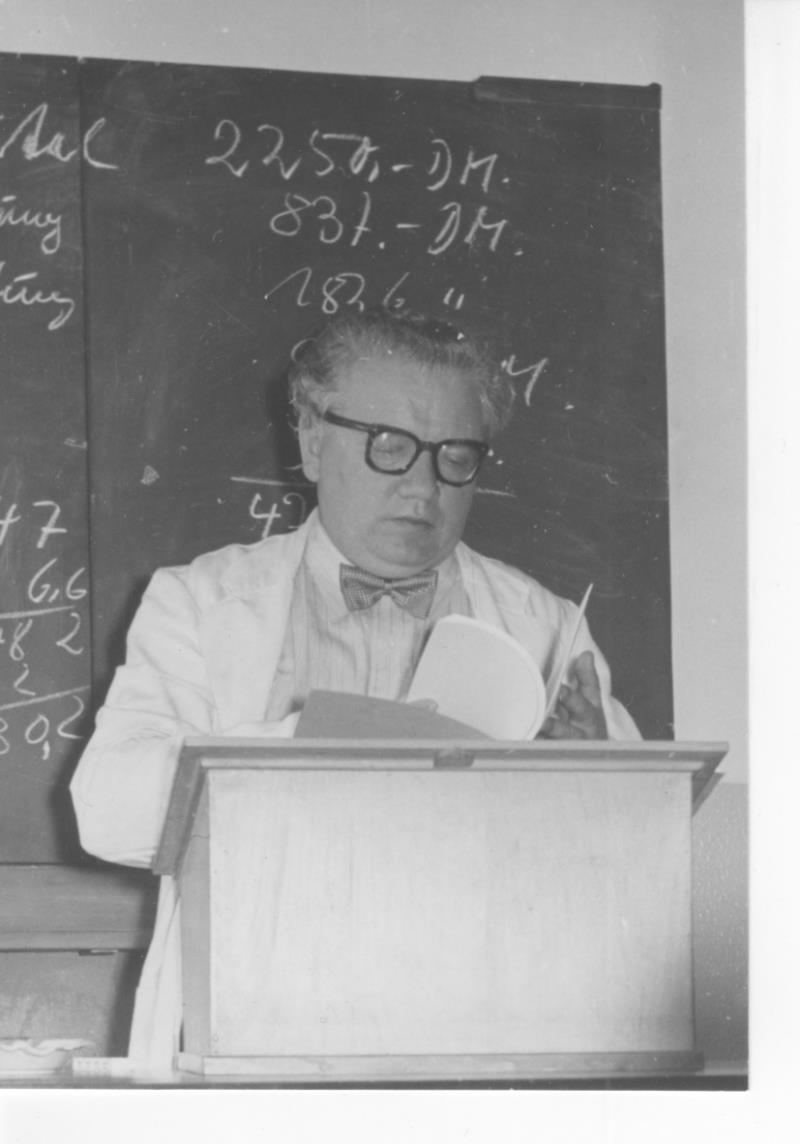
Hans-Karl Möhring (1899–1970) in den frühen 1960er Jahren.

Nach Ende des Krieges wurde das Schulhaus von den Besatzungsmächten geräumt und der Direktor mit seiner Familie notdürftig in der Versuchsanstalt untergebracht. Kurzzeitig wurde Möhring auch vom Dienst suspendiert. Dann gelang es ihm, ein Arrangement mit den Britischen Besatzern zu finden: Die Anstalt versorgte die Krankenhäuser der Umgebung mit Obst und Gemüse und durfte dafür ungestört arbeiten. In den folgenden Jahren wendeten das Land Nordrhein-Westfalen und die Landwirtschaftskammer Rheinland über 600.000 DM für den Wiederaufbau und den Ausbau der Lehr- und Versuchsanstalt auf. Ab 1946 gab Möhring als neue Schriftenreihe der Anstalt die „Friesdorfer Hefte“ heraus. Als neuer Versuchsleiter kam 1950 der Diplomgärtner Dr. Gerhard Bosse nach Friesdorf. 1952 wurde der Lehranstalt zusätzlich eine Bindereifachschule angegliedert. Sie wurde von Albert Eurich geleitet. Es entstanden drei Ausbildungsgänge: a) Gartenbau mit den drei Sparten: Blumen- und Zierpflanzenbau, Landschaftsgärtnerei, Obstbau, Baumschule; b) Gartenbau und Binderei; c) Binderei. Bis 1955 wurden in der Gärtnerlehranstalt 1006 Schüler (davon 75 Schülerinnen) ausgebildet.
Möhring, dessen bevorzugtes Arbeitsfeld die Betriebswirtschaft im Gartenbau war, verfasste alleine und zusammen mit seinen Mitarbeitern eine große Anzahl anerkannter Fachbücher, so zum Beispiel Die Betriebsmittel der Topfpflanzengärtnerei (1937, zusammen mit Josef Keller), Grundlagen der gärtnerischen Pflanzenernährung (1939), Kalkulation im Erwerbsgartenbau und ihre betriebswirtschaftliche Auswertung (1957, zusammen mit Theo Prechter), Die Topfpflanzenkultur in der Erwerbsgärtnerei (1964). Sein Standardwerk Gärtnermeisterprüfung, erstmals 1943 erschienen, brachte es bis zur 9. Auflage 1973.
Durch seine Tätigkeit als Lehrer von ca. 2500 Gärtnerinnen und Gärtnern gab Möhring „einer Epoche im rheinischen Gartenbau ihr besonderes Gepräge“. Als ein Höhepunkt seiner wissenschaftlichen und praktischen Tätigkeit wurde die Entwicklung des sogenannten Einheitsquadratmeters (Eqm) betrachtet. Er diente als Berechnungsgrundlage, mit dem „die gärtnerischen Betriebe trotz ihrer großen Produktions- und Intensitätsunterschiede bei bestimmten betriebswirtschaftlichen Auswertungen vergleichbar“ gemacht werden konnten. Möhring war auch ein „vorzüglicher Redner, dessen Ausführungen, mit Geist und Witz temperamentvoll vorgetragen, [...] selten einen Zuhörer enttäuscht haben.“ Man rief ihn gerne, „wenn einer Tagung eine besondere Note gegeben werden“ sollte. Für seine Verdienste wurde er auf dem Deutschen Gartenbautag in Essen 1965 von Ernst Schröder die Georg-Arends-Gedächtnismünze, die höchste Auszeichnung im Bereich des deutschen Gartenbaus, verliehen. Im Juni 1969 erhielt er außerdem das Bundesverdienstkreuz erster Klasse. Nach seiner Pensionierung im Jahre 1965 ließ sich Möhring in Melsbach nieder, wo er bis zu seinem Tod im Jahre 1970 als Gutachter und Fachautor weiter aktiv blieb.

### Unter der Leitung von Gisbert Bouillon (1965–1986)
1965 übernahm Gisbert Bouillon die Leitung der Lehr- und Versuchsanstalt. Nachdem die Anstalt ihr Gelände zwischen der Bundesstraße 9 und dem Langen Grabenweg für die neuen Kreuzbauten der Bundesregierung aufgeben musste, wurde sie 1967 zur Mittelstraße hin verlegt und mit 6.000 m² Hochglasfläche und 2,5 Hektar Land sowie Rollhäusern, Kühlräumen und Häusern, in denen Bewässerung, Düngung, Belüftung, Temperatur und Belichtung automatisch gesteuert wurden, modernisiert. Die Anschrift der Anstalt wurde 1969 von Max-Löbner-Straße 51 in Langer Grabenweg 68 umbenannt.
Mit Zierpflanzenbau, Baumschulen und Blumenbinderei gab es weiter drei Fachrichtungen, in denen sich die Studenten zu Meistern ausbilden lassen konnten. Die Floristenschüler präsentierten ihre Produkte regelmäßig in Form von kunstvollen Gestecken, Gebinden und Kränzen beim Bundespresseball, bei Staatsempfängen in der Redoute und in der Beethovenhalle und traten damit auch stärker ins Bewusstsein der Öffentlichkeit. Als Bonn 1979 die Bundesgartenschau ausrichtete, wurde der Friesdorfer Park in das Ausstellungskonzept eingebunden, und die Meisterschüler beteiligten sich an den Pflanzungen. 1986, im letzten Jahr ihres Bestehens in Friesdorf, hatte die Anstalt 110 Studenten.

## Der Friesdorfer Park nach dem Wegzug der Anstalt nach Köln-Auweiler
Im Jahr 1986 zog die Lehr- und Versuchsanstalt nach Auweiler westlich von Köln um. Dort wurde sie mit zwei bereits bestehenden Fachabteilungen für Obst- und Gemüsebau auf einem größeren Gelände vereinigt. Da der Name Friesdorf in der Fachwelt als Qualitätsbegriff geschätzt war und „zu einem Markenzeichen weit über die Grenzen Bonns und des Rheinlands hinaus“ geworden war, behielt man ihn bei und nannte die neue Anstalt Auweiler-Friesdorf.
Auf einem Teil des in Friesdorf freigewordenen Geländes eröffnete 1987 das Gustav-Stresemann-Institut eine Tagungsstätte. Das alte Schulhaus und ein Teil des Schulgartens wurden in die Anlage des Instituts einbezogen. Auf den übrigen Teilen des Anstaltsgeländes war ursprünglich ein neues Botschaftsviertel geplant, doch machte der Hauptstadtbeschluss vom 20. Juni 1991 diese Planungen zunichte. Das einzige Land, das noch vor der Verlegung des Regierungssitzes nach Berlin ein Botschaftsgebäude auf dem Gelände bezog, war Syrien mit seiner 1990 fertiggestellten Botschaft. Auf der Grundlage eines 1994 erstellten Parkpflegewerks wurde ein Teil des Gartenraums wieder hergerichtet. Er ist bis heute als Friesdorfer Park der Öffentlichkeit zugänglich.

## Die Vereinigung ehemaliger Friesdorfer
Bis heute besteht ein Verein ehemaliger Schüler der Anstalt, die Vereinigung ehemaliger Friesdorfer e.V. Sie wurde schon 1920 gegründet und hatte 1991 rund 1700 Gärtnermeister als Mitglieder. Zweck der Vereinigung ist es, die ehemaligen Schüler (innen) der Anstalt auf allen beruflichen Gebieten anzuregen und weiterzubilden, die Aus- und Fortbildung in Gartenbau und Floristik zu fördern und den Freundschafts- und Gemeinschaftsgeist zu pflegen und die Beziehungen zwischen den ehemaligen Schüler (innen) zu pflegen und zu festigen.